# Holly Graf
Holly Ann Graf er en tidligere kaptajn i Den amerikanske flåde. Indtil januar 2010 havde hun som officer kommandoen over den amerikanske krydser USS Cowpens (CG-63) af Ticonderoga-klassen.  Hun var den første kvinde i den amerikanske flåde, der fik kommandoen over en krydser. Tidligere havde hun været den første kvinde i flåden, der havde opnået rang af kommandør over en destroyer, da hun havde kommandoen over den missilbærende destroyer USS Winston S. Churchill.  
Hun har modtaget personlige dekorationer i form af bl.a. Legion of Merit og Bronze Star Medal.
Graf er opvokset i Simsbury, Connecticut i en familie med en langvarig tradition for at gøre tjeneste i flåden. Hendes far er tidligere kaptajn i flåden, og søsteren Robin L. Graf er ligeledes søofficer i flåden. Graf er uddannet på United States Naval Academy, hvorfra hun dimitterede i 1985.